# Delphine Wespiser
Delphine Wespiser (Magstatt-le-Bas, 3 gennaio 1992) è una modella francese eletta sessantacinquesima Miss Francia (2012), dopo essere stata eletta in precedenza Miss Haut-Rhin e Miss Alsazia.

## Biografia
Delphine Wespiser è originaria di Magstatt-le-Bas, nel dipartimento di Haut-Rhin, ma ha effettuato tutti i suoi studi in Alsazia. Nel 2010, ha ottenuto un bachelor di in economia e società presso il liceo privato Don Bosco a Landser. Delphine ha quindi continuato i suoi studi, integrandoli con la formazione in management presso l'IUT de Colmar.
È stata eletta Miss Alsazia 2011 presso Kingersheim (Haut-Rhin), ed in seguito Miss Francia 2012, all'età di diciannove anni il 3 dicembre 2011 a Brest. La modella è stata incoronata da colei che l'aveva preceduta nel titolo Laury Thilleman. La vittoria è stata seguita da alcune polemiche relative al fatto che la stessa Wespiser ha ammesso di avere i capelli rossi tinti. Benché il regolamento non lo vieti (è vietata invece qualsiasi forma di chirurgia estetica), molti hanno obiettato su come l'alterazione del colore dei capelli abbia potuto influire sulla scelta della vincitrice.
Delphine Wespiser è portavoce di varie associazioni umanitarie come Caravane de la Vie, associazione per la donazione del sangue, o Apamad, associazione che si occupa di fornire aiuto agli anziani. Inoltre Delphine Wespiser è inoltre portavoce per i diritti degli animali.
Delphine Wespiser parla fluentemente tre lingue: l'inglese, l'alemanno e l'alsaziano.